# 공원 혁명

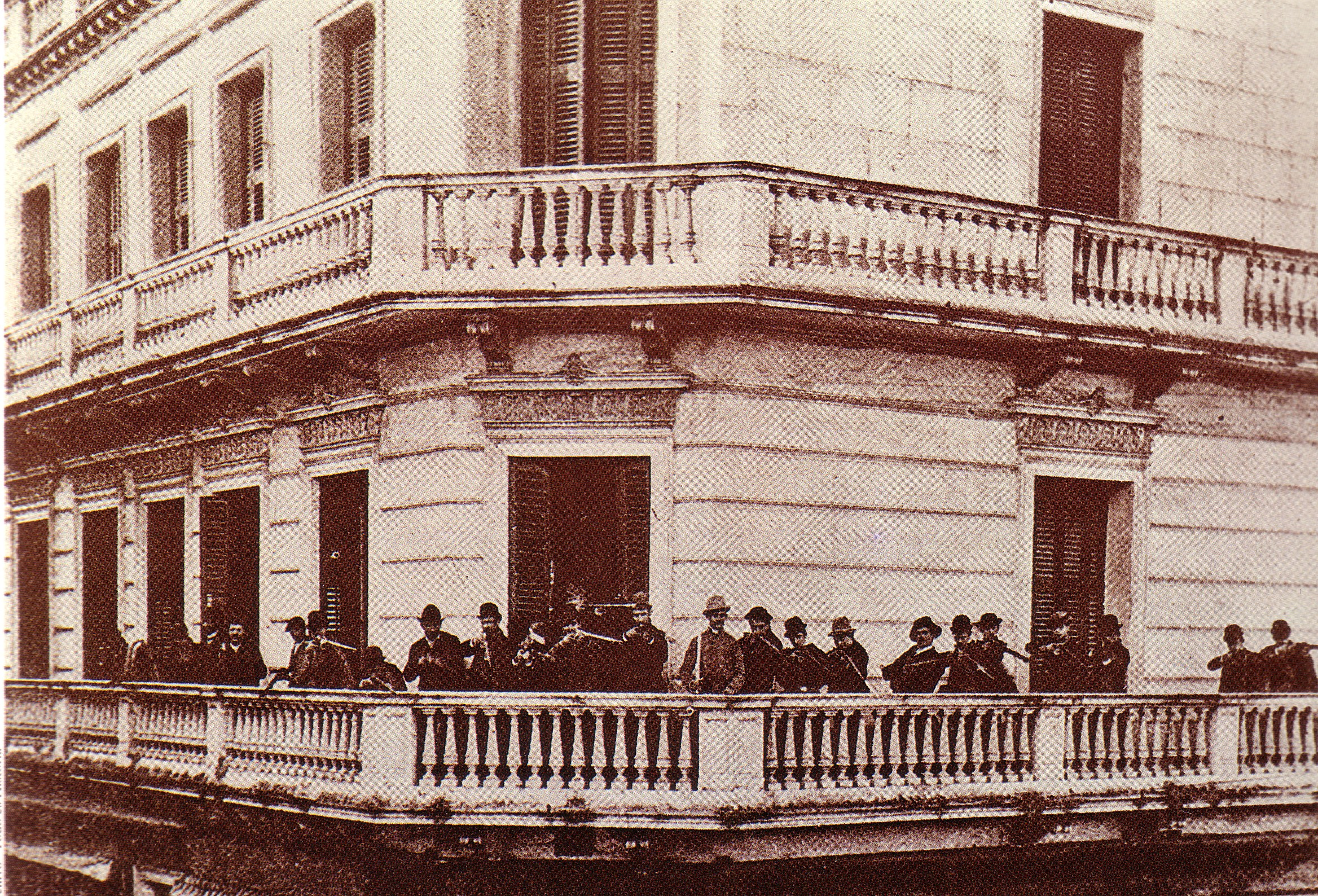

공원 혁명(스페인어: Revolución del Parque)은 1890년 7월 26일 아르헨티나에서 일어난 반정부 봉기였다. 봉기자들이 부에노스아이레스 포병공원(Artillery Park)을 점거하면서 봉기가 시작되어 이렇게 불린다. 봉기를 주도한 것은 시민연합이었고, 미겔 후아레스 셀만 대통령의 국민자치당 정권에 맞서 봉기했다. 봉기 자체는 진압되어서 실패했으나 대통령은 사임하였고, 80년 세대 엘리트들의 정치 독과점이 쇠퇴하기 시작한 분기점이 되었다.